# Фон-рубі
Фон-рубі (кат. Font-rubí) - муніципалітет, розташований в Автономній області Каталонія, в Іспанії. Знаходиться у районі (кумарці) Ал Панадес провінції Барселона, згідно з новою адміністративною реформою перебуватиме у складі Баґарії (округи) Барселона.

## Населення
Населення міста (у 2007 р.) становить 1.430 осіб (з них менше 14 років - 15,2%, від 15 до 64 - 63,1%, понад 65 років - 21,7%). У 2006 р. народжуваність склала 14 осіб, смертність - 13 осіб, зареєстровано 6 шлюбів. У 2001 р. активне населення становило 525 осіб, з них безробітних - 40 осіб.

Серед осіб, які проживали на території міста у 2001 р., 1.103 народилися в Каталонії (з них 890 осіб у тому самому районі, або кумарці), 82 особи приїхали з інших областей Іспанії, а 77 осіб приїхало з-за кордону. 

Університетську освіту має 11,1% усього населення. 

У 2001 р. нараховувалося 425 домогосподарств (з них 18,8% складалися з однієї особи, 24,7% з двох осіб,22,1% з 3 осіб, 19,1% з 4 осіб, 8,9% з 5 осіб, 4,5% з 6 осіб, 1,6% з 7 осіб, 0% з 8 осіб і 0,2% з 9 і більше осіб).

Активне населення міста у 2001 р. працювало у таких сферах діяльності : у сільському господарстві - 17,5%, у промисловості - 27,4%, на будівництві - 13,2% і у сфері обслуговування - 41,9%. 

 У муніципалітеті або у власному районі (кумарці) працює 303 особи, поза районом - 315 осіб.

### Безробіття
У 2007 р. нараховувалося 35 безробітних (у 2006 р. - 32 безробітних), з них чоловіки становили 54,3%, а жінки - 45,7%.

## Економіка

### Підприємства міста

#### Промислові підприємства
| \| Промислові підприємства міста, за сферою діяльності \| Промислові підприємства міста, за сферою діяльності \| Промислові підприємства міста, за сферою діяльності \| \| Рік \| 2002 р. \| 2001 р. \| \| --------------------------------------------------- \| --------------------------------------------------- \| --------------------------------------------------- \| \| Енергетичні та водні ресурси \| 0% \| 0% \| \| Хімія та метали \| 2,9% \| 2,6% \| \| Переробка металів \| 5,9% \| 5,1% \| \| Продукти харчування \| 64,7% \| 64,1% \| \| Текстиль \| 5,9% \| 7,7% \| \| Виробництво меблів, видання \| 11,8% \| 10,3% \| \| Інше \| 8,8% \| 10,3% \| \| Усього підприємств \| 34 \| 39 \| |         |         |
| Промислові підприємства міста, за сферою діяльності |         |         |
| Рік | 2002 р. | 2001 р. |
| Енергетичні та водні ресурси | 0%      | 0%      |
| Хімія та метали | 2,9%    | 2,6%    |
| Переробка металів | 5,9%    | 5,1%    |
| Продукти харчування | 64,7%   | 64,1%   |
| Текстиль | 5,9%    | 7,7%    |
| Виробництво меблів, видання | 11,8%   | 10,3%   |
| Інше | 8,8%    | 10,3%   |
| Усього підприємств | 34      | 39      |

#### Роздрібна торгівля
| \| Підприємства роздрібної торгівлі міста, за сферою діяльності \| Підприємства роздрібної торгівлі міста, за сферою діяльності \| Підприємства роздрібної торгівлі міста, за сферою діяльності \| \| Рік \| 2002 р. \| 2001 р. \| \| ------------------------------------------------------------ \| ------------------------------------------------------------ \| ------------------------------------------------------------ \| \| Продукти харчування \| 72,7% \| 72,7% \| \| Одяг та взуття \| 0% \| 0% \| \| Товари для дому \| 0% \| 0% \| \| Книги та періодичні видання \| 0% \| 0% \| \| Промислова хімічна продукція \| 9,1% \| 9,1% \| \| Продукція, пов'язана з транспортними засобами \| 9,1% \| 9,1% \| \| Інше \| 9,1% \| 9,1% \| \| Усього підприємств \| 11 \| 11 \| |         |         |
| Підприємства роздрібної торгівлі міста, за сферою діяльності |         |         |
| Рік | 2002 р. | 2001 р. |
| Продукти харчування | 72,7%   | 72,7%   |
| Одяг та взуття | 0%      | 0%      |
| Товари для дому | 0%      | 0%      |
| Книги та періодичні видання | 0%      | 0%      |
| Промислова хімічна продукція | 9,1%    | 9,1%    |
| Продукція, пов'язана з транспортними засобами | 9,1%    | 9,1%    |
| Інше | 9,1%    | 9,1%    |
| Усього підприємств | 11      | 11      |

#### Сфера послуг
| \| Підприємства міста, що працюють у сфері послуг, за діяльністю \| Підприємства міста, що працюють у сфері послуг, за діяльністю \| Підприємства міста, що працюють у сфері послуг, за діяльністю \| \| Рік \| 2002 р. \| 2001 р. \| \| ------------------------------------------------------------- \| ------------------------------------------------------------- \| ------------------------------------------------------------- \| \| Гуртова торгівля \| 8,1% \| 13,2% \| \| Готелі та готельний бізнес \| 8,1% \| 7,9% \| \| Транспорт та зв'язок \| 18,9% \| 15,8% \| \| Посередницькі фінансові послуги \| 5,4% \| 5,3% \| \| Послуги підприємствам \| 2,7% \| 2,6% \| \| Послуги фізичним особам \| 43,2% \| 42,1% \| \| Нерухомість та ін. \| 13,5% \| 13,2% \| \| Усього підприємств \| 37 \| 38 \| |         |         |
| Підприємства міста, що працюють у сфері послуг, за діяльністю |         |         |
| Рік | 2002 р. | 2001 р. |
| Гуртова торгівля | 8,1%    | 13,2%   |
| Готелі та готельний бізнес | 8,1%    | 7,9%    |
| Транспорт та зв'язок | 18,9%   | 15,8%   |
| Посередницькі фінансові послуги | 5,4%    | 5,3%    |
| Послуги підприємствам | 2,7%    | 2,6%    |
| Послуги фізичним особам | 43,2%   | 42,1%   |
| Нерухомість та ін. | 13,5%   | 13,2%   |
| Усього підприємств | 37      | 38      |

## Житловий фонд
У 2001 р. 3,5% усіх родин (домогосподарств) мали житло метражем до 59 м2, 9,9% - від 60 до 89 м2, 19,1% - від 90 до 119 м2 і
67,5% - понад 120 м2.

З усіх будівель у 2001 р. 24,2% було одноповерховими, 73,5% - двоповерховими, 2,1
% - триповерховими, 0,2% - чотириповерховими, 0% - п'ятиповерховими, 0% - шестиповерховими,
0% - семиповерховими, 0% - з вісьмома та більше поверхами.

## Автопарк
| \| Автомобілі, зареєстровані у місті, за призначенням \| Автомобілі, зареєстровані у місті, за призначенням \| Автомобілі, зареєстровані у місті, за призначенням \| \| Рік \| 2006 р. \| 2005 р. \| \| -------------------------------------------------- \| -------------------------------------------------- \| -------------------------------------------------- \| \| Приватні автомобілі \| 59,2% \| 60,7% \| \| Мотоцикли \| 9,3% \| 8,5% \| \| Вантажівки \| 25,3% \| 24,8% \| \| Трактори \| 0,9% \| 1% \| \| Автобуси та ін. \| 5,3% \| 5% \| \| Усього автомобілів \| 1.264 шт. \| 1.193 шт. \| |           |           |
| Автомобілі, зареєстровані у місті, за призначенням |           |           |
| Рік | 2006 р.   | 2005 р.   |
| Приватні автомобілі | 59,2%     | 60,7%     |
| Мотоцикли | 9,3%      | 8,5%      |
| Вантажівки | 25,3%     | 24,8%     |
| Трактори | 0,9%      | 1%        |
| Автобуси та ін. | 5,3%      | 5%        |
| Усього автомобілів | 1.264 шт. | 1.193 шт. |

## Вживання каталанської мови
У 2001 р. каталанську мову у місті розуміли 97,3% усього населення (у 1996 р. - 98,6%), вміли говорити нею 90% (у 1996 р. - 
94,5%), вміли читати 87% (у 1996 р. - 88,7%), вміли писати 67,1
% (у 1996 р. - 49,4%). Не розуміли каталанської мови 2,7%.

## Політичні уподобання
У виборах до Парламенту Каталонії у 2006 р. взяло участь 705 осіб (у 2003 р. - 730 осіб). Голоси за політичні сили розподілилися таким чином:
| \| Вибори до Парламенту Каталонії \| Вибори до Парламенту Каталонії \| Вибори до Парламенту Каталонії \| \| Рік \| 2006 р. \| 2003 р. \| \| -------------------------------------- \| ------------------------------ \| ------------------------------ \| \| Конвергенція та Єднання (CiU) \| 58,6% \| 54,4% \| \| Соціалістична партія Каталонії (PSC) \| 12,1% \| 12,7% \| \| Народна партія (PP) \| 4,1% \| 6% \| \| Ініціатива за зелену Каталонію (IC) \| 7,5% \| 4,7% \| \| Республіканська лівиця Каталонії (ERC) \| 16,5% \| 21,9% \| \| Громадянська партія (C's) \| 0,1% \| 0% \| \| Інші \| 1,1% \| 0,3% \| |         |         |
| Вибори до Парламенту Каталонії |         |         |
| Рік | 2006 р. | 2003 р. |
| Конвергенція та Єднання (CiU) | 58,6%   | 54,4%   |
| Соціалістична партія Каталонії (PSC) | 12,1%   | 12,7%   |
| Народна партія (PP) | 4,1%    | 6%      |
| Ініціатива за зелену Каталонію (IC) | 7,5%    | 4,7%    |
| Республіканська лівиця Каталонії (ERC) | 16,5%   | 21,9%   |
| Громадянська партія (C's) | 0,1%    | 0%      |
| Інші | 1,1%    | 0,3%    |

У муніципальних виборах у 2007 р. взяло участь 785 осіб (у 2003 р. - 807 осіб). Голоси за політичні сили розподілилися таким чином:
| \| Муніципальні вибори \| Муніципальні вибори \| Муніципальні вибори \| \| Рік \| 2007 р. \| 2003 р. \| \| -------------------------------------- \| ------------------- \| ------------------- \| \| Конвергенція та Єднання (CiU) \| 49,7% \| 51,7% \| \| Соціалістична партія Каталонії (PSC) \| 9,8% \| 11,5% \| \| Народна партія (PP) \| 0,5% \| 2,1% \| \| Ініціатива за зелену Каталонію (IC) \| 0% \| 0% \| \| Республіканська лівиця Каталонії (ERC) \| 14,3% \| 15,2% \| \| Громадянська партія (C's) \| 0% \| 0% \| \| Інші \| 25,7% \| 19,5% \| |         |         |
| Муніципальні вибори |         |         |
| Рік | 2007 р. | 2003 р. |
| Конвергенція та Єднання (CiU) | 49,7%   | 51,7%   |
| Соціалістична партія Каталонії (PSC) | 9,8%    | 11,5%   |
| Народна партія (PP) | 0,5%    | 2,1%    |
| Ініціатива за зелену Каталонію (IC) | 0%      | 0%      |
| Республіканська лівиця Каталонії (ERC) | 14,3%   | 15,2%   |
| Громадянська партія (C's) | 0%      | 0%      |
| Інші | 25,7%   | 19,5%   |